# Lothar Müller (Fußballspieler)
Lothar Müller (* 14. Juni 1930; † 16. Juni 2021) war ein deutscher Fußballspieler aus Dresden, der in den 1950er-Jahren in der DDR-Oberliga, der höchsten Liga im DDR-Fußball, spielte.

## Sportliche Laufbahn
Die Betriebssportgemeinschaft (BSG) Sachsenverlag Dresden stieg nach der Saison 1949/50 in die DDR-Oberliga auf. Zum Aufsteigerteam gehörte auch der 20-jährige Lothar Müller. In seiner ersten Oberligaspielzeit war Lothar Müller nur Ersatzspieler, wurde in der Hinrunde nur einmal, in der Rückrunde in acht Oberligaspielen eingesetzt, stets als Stürmer auf unterschiedlichen Positionen. Am 7. Spieltag schoss er in der Begegnung VP Dresden – BSG Sachsenverlag (2:1) sein erstes Oberligator, das sein einziges in dieser Spielzeit war und in der die BSG in „Rotation“ umbenannt wurde. Auch in den 18 Spielen der Hinrunde 1951/52 lief es für Lothar Müller mit sieben Einsätzen noch nicht optimal. Erst als in der Rückrunde Stürmer Horst Heinsmann für längere Zeit ausfiel, wurde er in allen 17 Begegnungen eingesetzt, sodass er zum Schluss auf 26 Oberligaspiele kam und mit acht Toren auch seine Torschützen-Qualitäten beweisen konnte. Während Lothar Müller in dieser Saison auf Rechtsaußen gespielt hatte, stürmte er 1952/53 hauptsächlich halblinks und kam in 32 Punktspielen auf 27 Einsätze und fünf Tore. 1953/54 spielte Lothar Müller als Linksaußenstürmer. Während er in der Hinrunde nur ein Oberligaspiel verpasste, wurde er in der Rückrunde nur sechsmal aufgeboten und kam in dieser Spielzeit auch nur zu zwei Punktspieltoren. In den nachfolgenden fünf Spielzeiten konnte Lothar Müller seine Position als Stammspieler wieder festigen. In diesem Zeitraum absolvierte er in den 117 ausgetragenen Oberligaspielen 101 Begegnungen und wurde mit 34 Treffern zu einem erfolgreichen Torschützen. Mit jeweils sechs Toren wurde er zweimal Torschützenkönig der Dresdner. 1958 (Kalenderjahr-Spielzeit) wurde er mit seiner Mannschaft, die inzwischen als „SC Einheit Dresden“ antrat, DDR-Pokalsieger. Beim 2:1-Sieg n. V. war er als Rechtsaußenstürmer aufgeboten worden. Als 29-Jähriger bestritt Lothar Müller 1959 seine letzte Oberligasaison. Er kam noch einmal in 19 von 26 Punktspielen zum Einsatz, wobei er 16-mal in der Startelf stand, aber auch zweimal ausgewechselt wurde. Das erste Mal in seiner Oberligalaufbahn, in der er in 201 Spielen 49 Tore erzielt hatte, musste er ohne Torerfolg auskommen. Lothar Müller betätigte sich später als Übungsleiter, u. a. in den 1960er-Jahren bei Motor Freital und Motor Dresden-Niedersedlitz.